# Università libera di Berlino
L'Università libera di Berlino (in tedesco: Freie Universität Berlin), nota come FU Berlin, è il più grande ateneo di Berlino.

## Storia

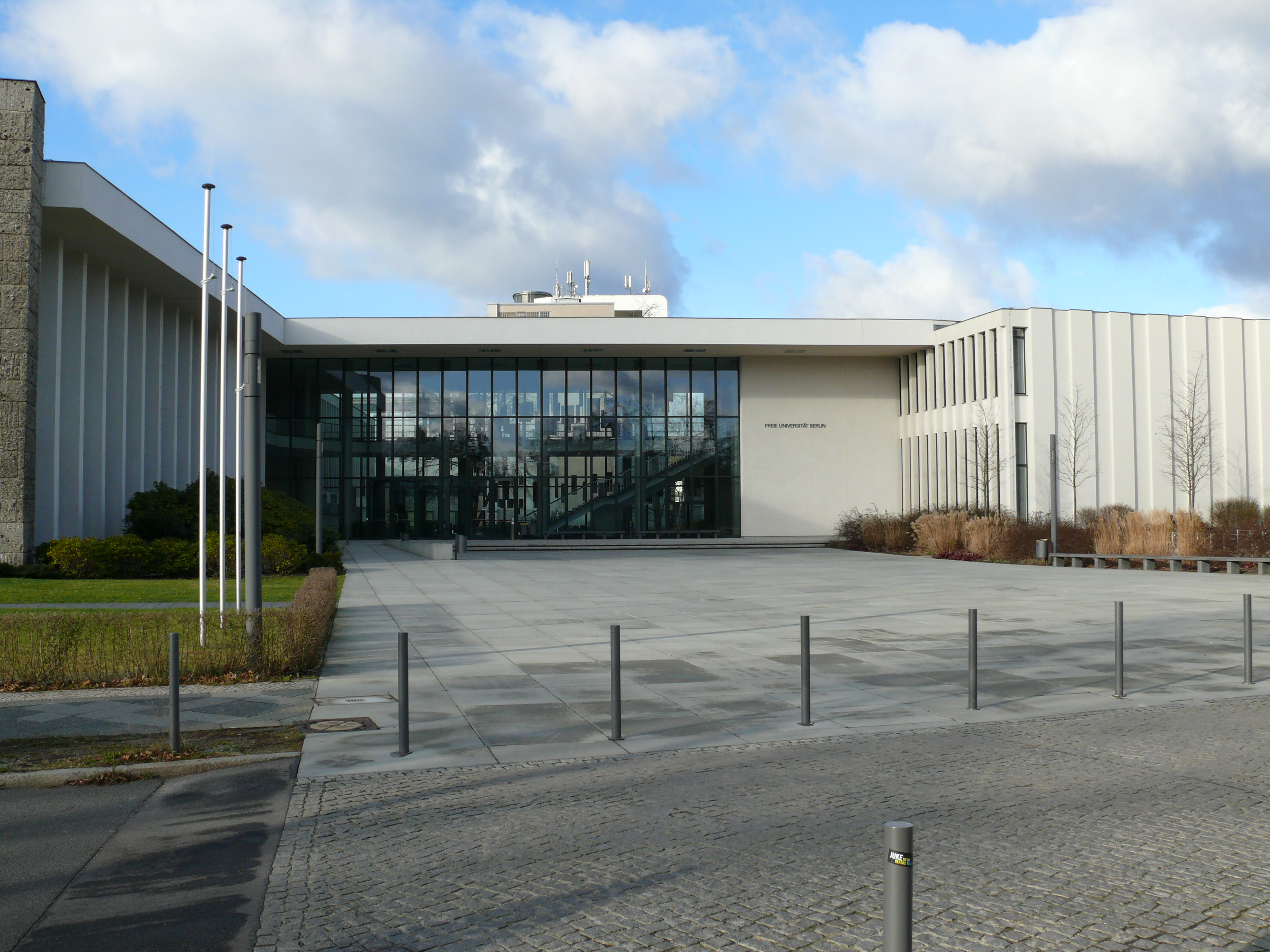
La sala conferenze dell'edificio Henry Ford

L'università libera di Berlino (abbreviato FU) è per numero di studenti la più grande delle quattro università berlinesi.
L'università venne fondata il 4 dicembre 1948 per iniziativa di alcuni accademici berlinesi, guidati da Ernst Reuter. L'università venne fondata come reazione alle restrizioni introdotte alla Friedrich-Wilhelms-Universität, successivamente Università Humboldt, che all'epoca era nel settore orientale della città. Inizialmente l'università trovò sede in un edificio in affitto. Grazie anche alla American Ford Foundation venne costruito l'Henry-Ford-Bau (edificio Henry Ford), che ospita l'ufficio del rettore, l'auditorium e la biblioteca. L'edificio venne progettato da Franz Heinrich Sobotka e Gustav Müller e venne costruito tra il 1951 e il 1954 nel quartiere berlinese di Dahlem.
Fa parte delle nove università tedesche registrate nel finanziamento e sostegno del programma di eccellenza.
Dopo aver ricevuto il premio della "International Network University" è diventata una delle università d'élite tedesche.

## Galleria d'immagini

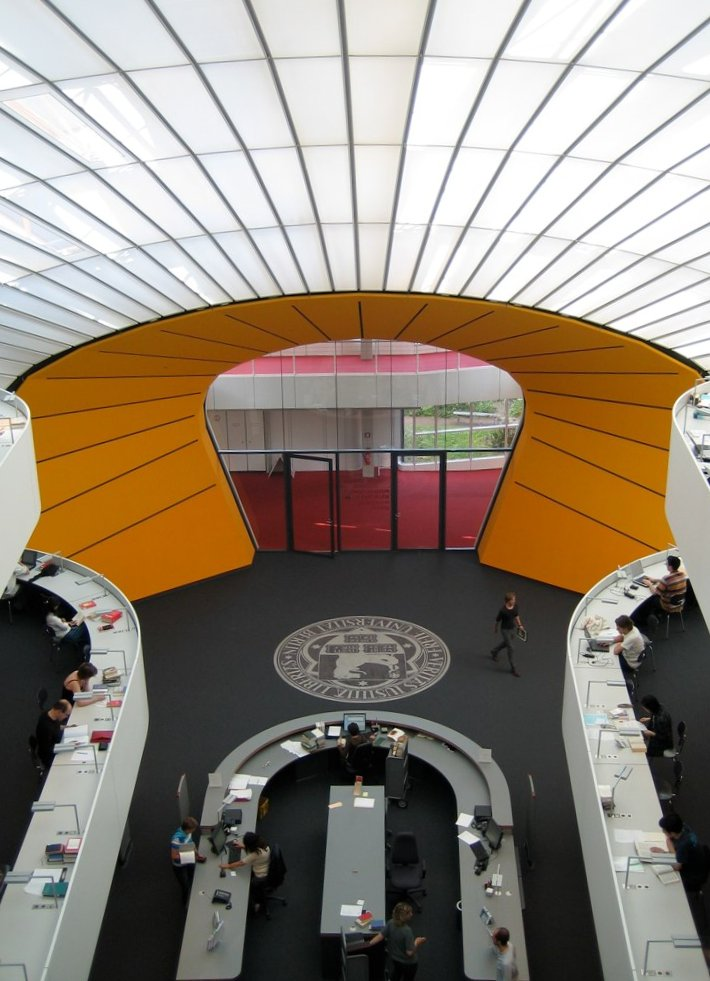
Libreria filologica della Freie Universität
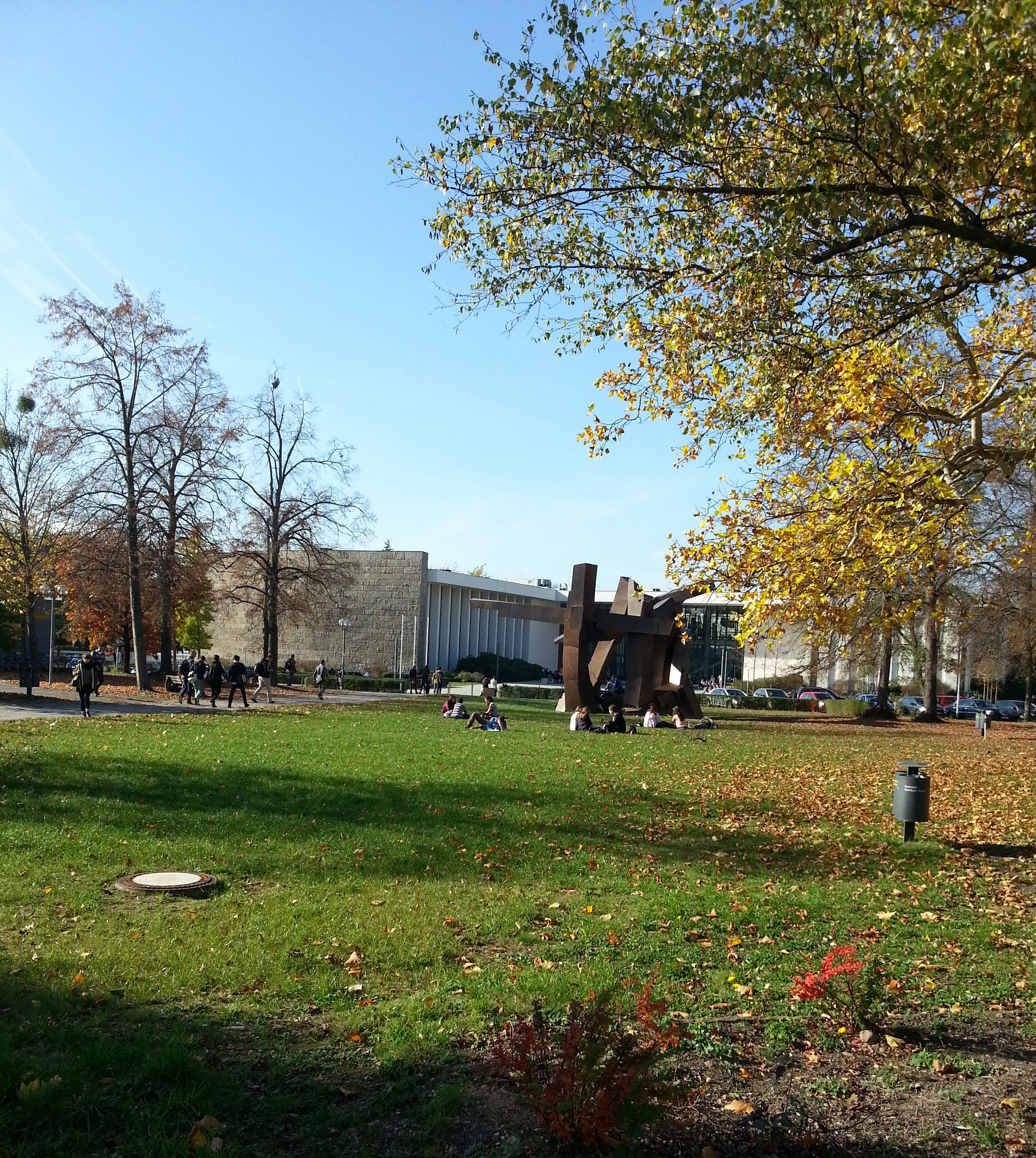
Monumento per gli studenti assassinati
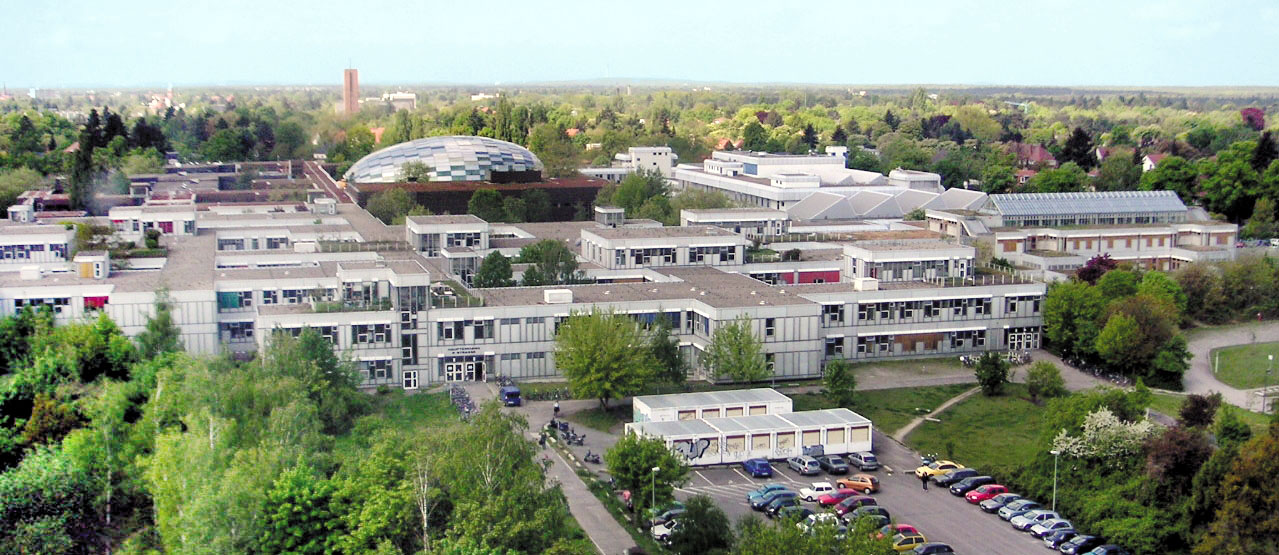
La 'Rost- und Silberlaube'
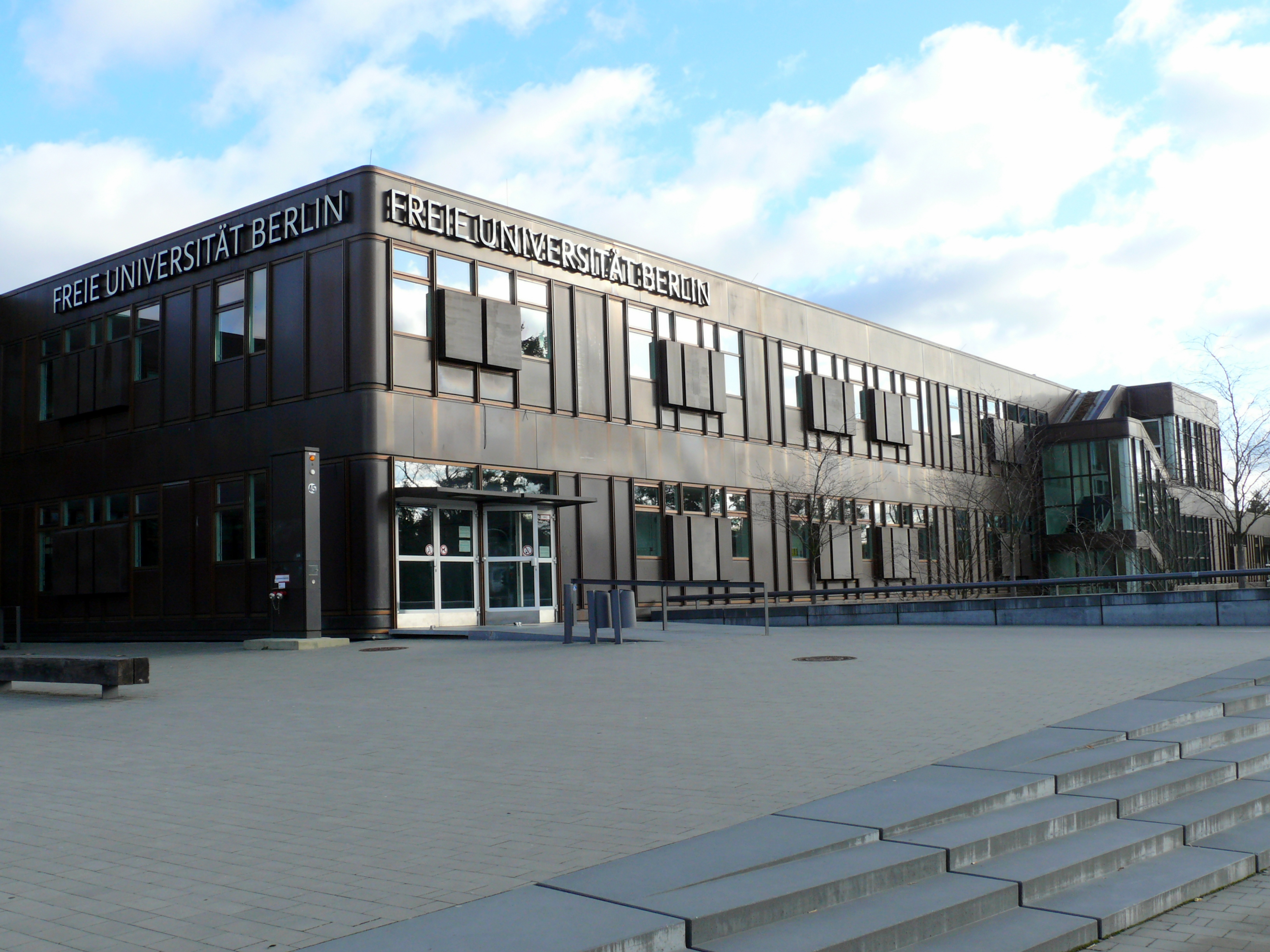
L'ingresso di Rostlaube
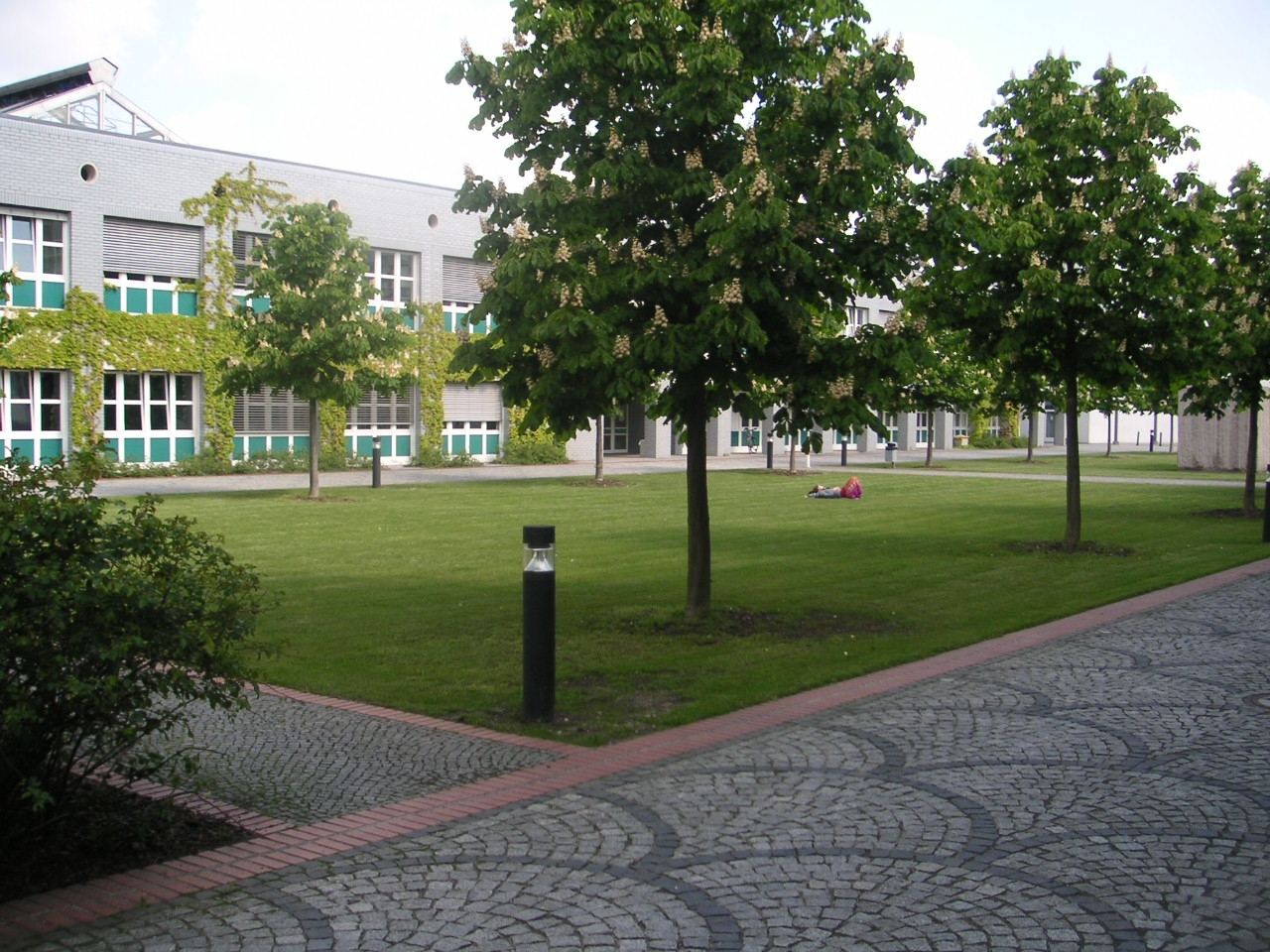
L'istituto di informatica
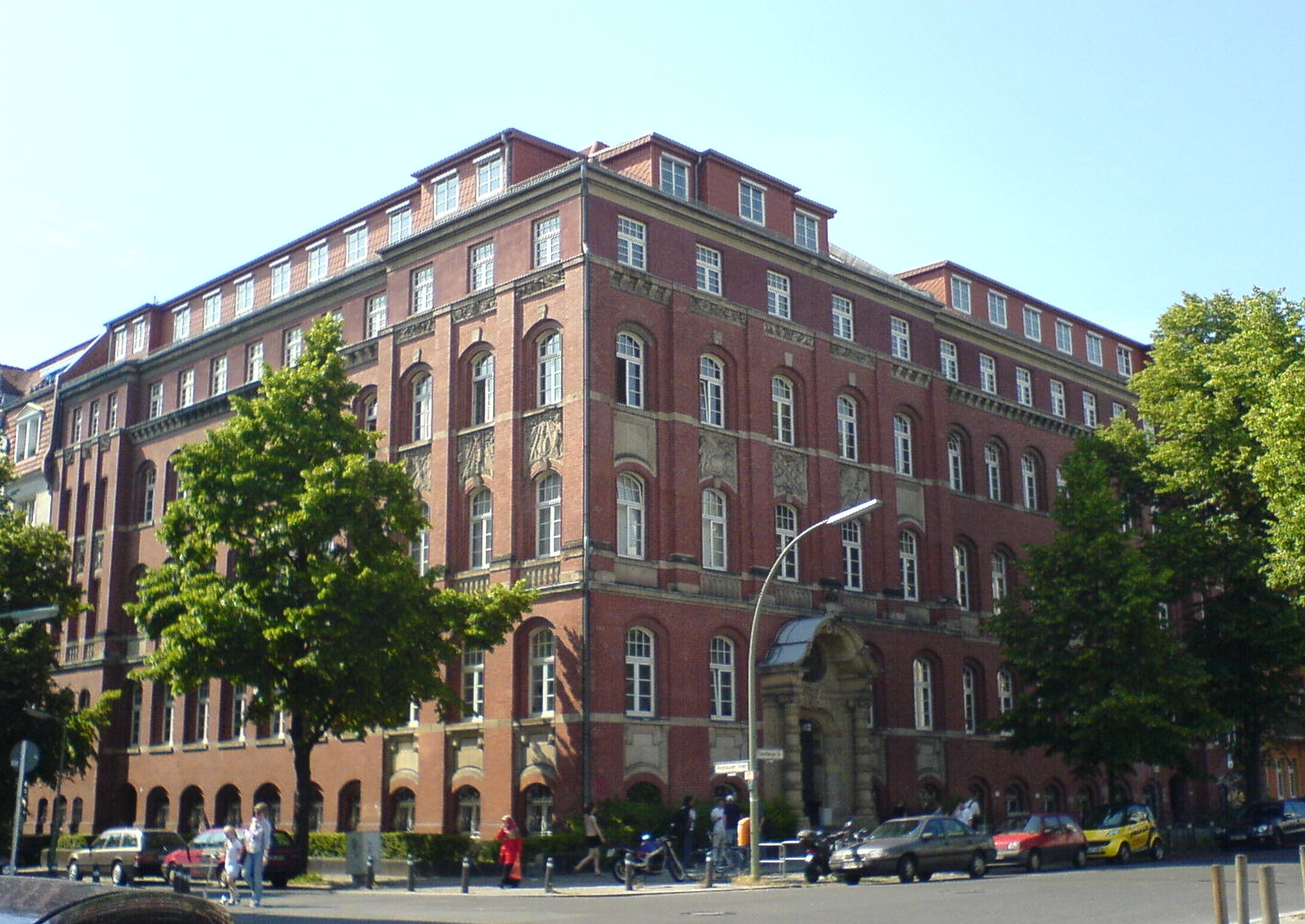
La facoltà di scienze politiche e sociali
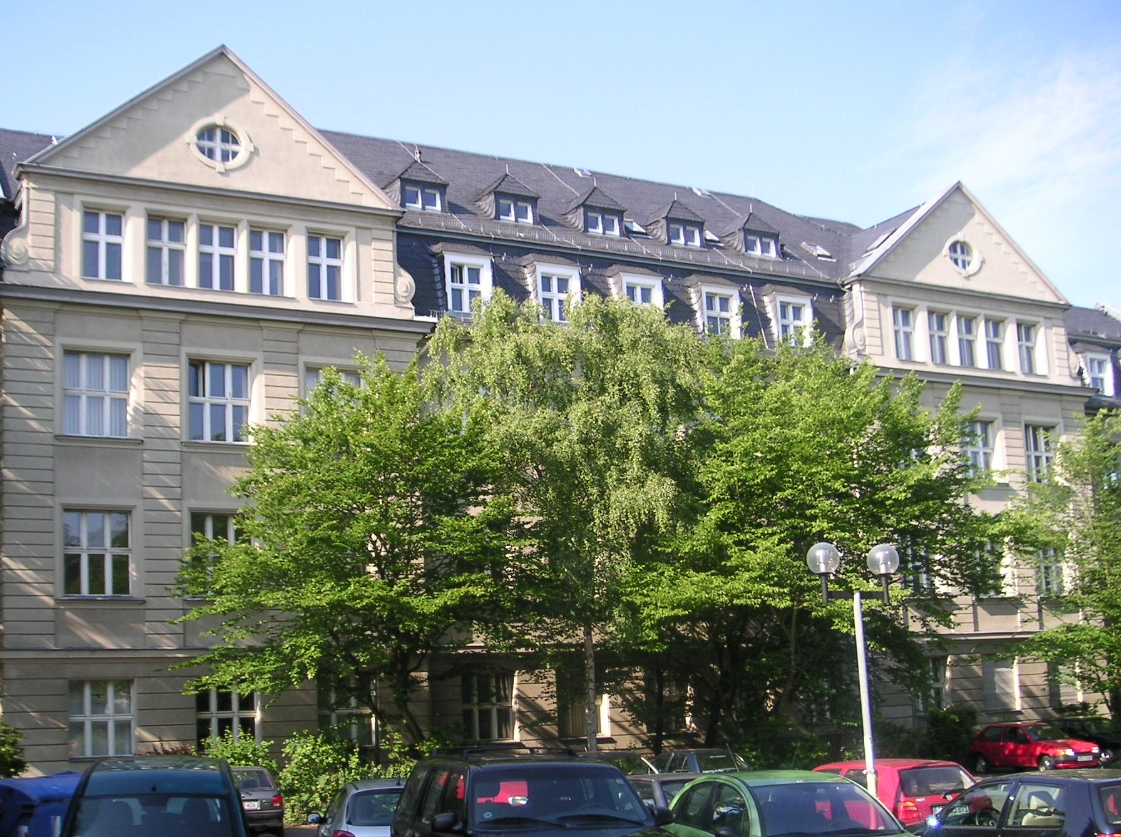
Facoltà di giurisprudenza
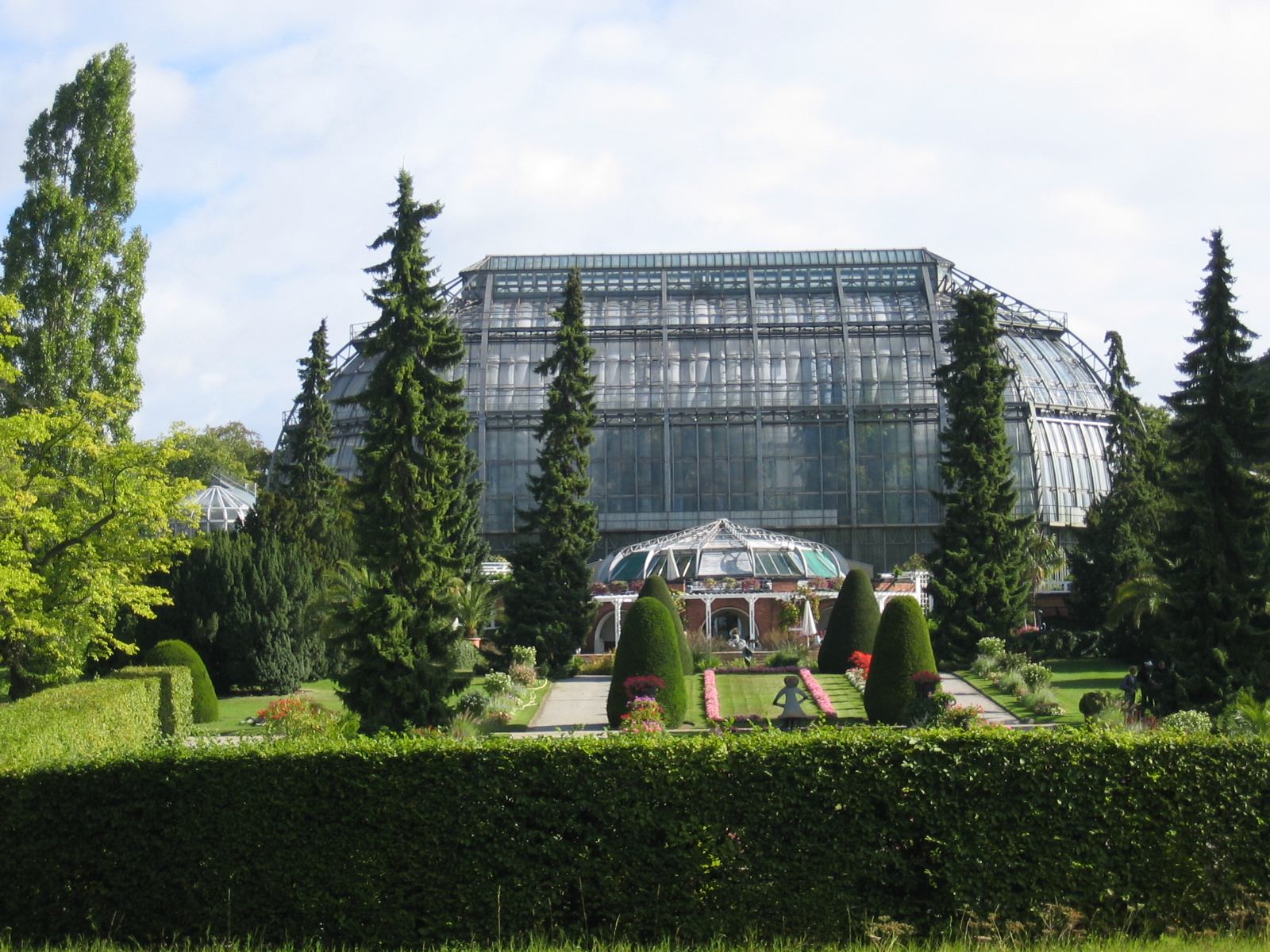
La grande serra dell'Orto botanico di Berlino